# Dicranomyia mariana
Dicranomyia mariana är en tvåvingeart som beskrevs av Seligo 1931. Dicranomyia mariana ingår i släktet Dicranomyia och familjen småharkrankar. Inga underarter finns listade i Catalogue of Life.